# Manuál tvorby veřejných prostranství hlavního města Prahy

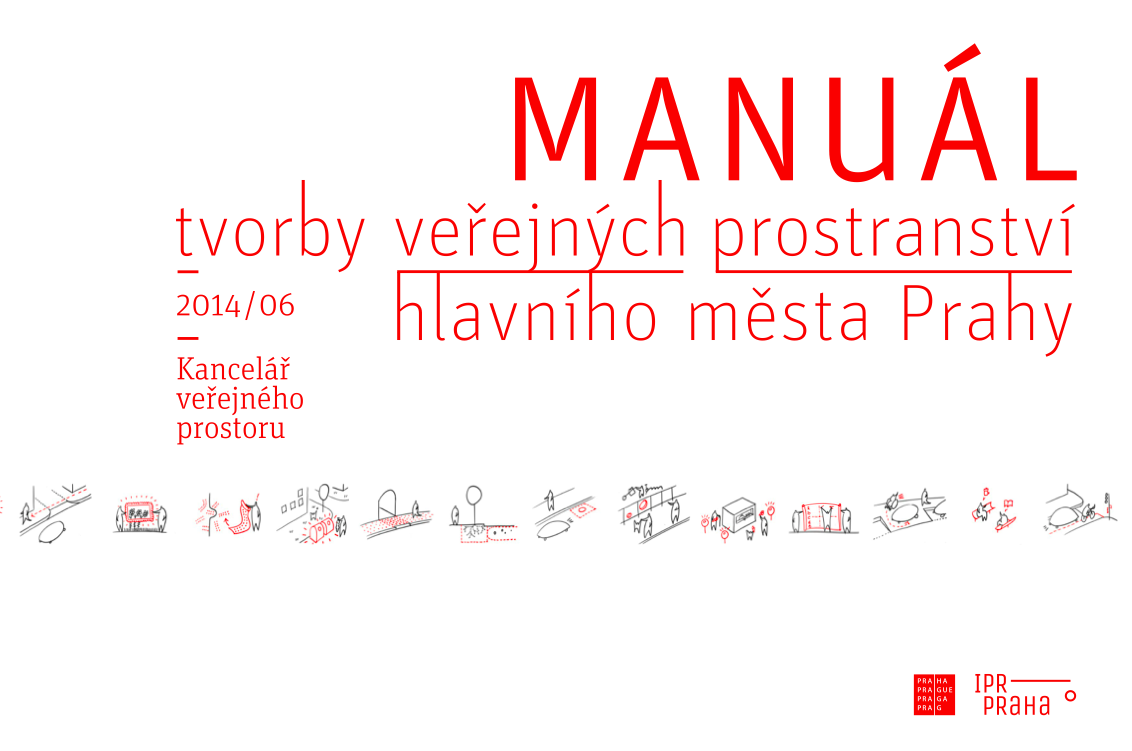

Manuál tvorby veřejných prostranství slouží jako základní podklad pro koncepční přístup k veřejným prostranstvím v Praze. Vypracoval ho v roce 2013-2014 Institut plánování a rozvoje hl. m. Prahy. Manuál obsahuje principy, pravidla, doporučení a kritéria tvorby kvalitních veřejných prostranství.

## Vznik dokumentu
Na rozdíl od jiných evropských i světových měst Praha doposud podobný manuál neměla. Autorský tým se proto inspiroval podobnými 

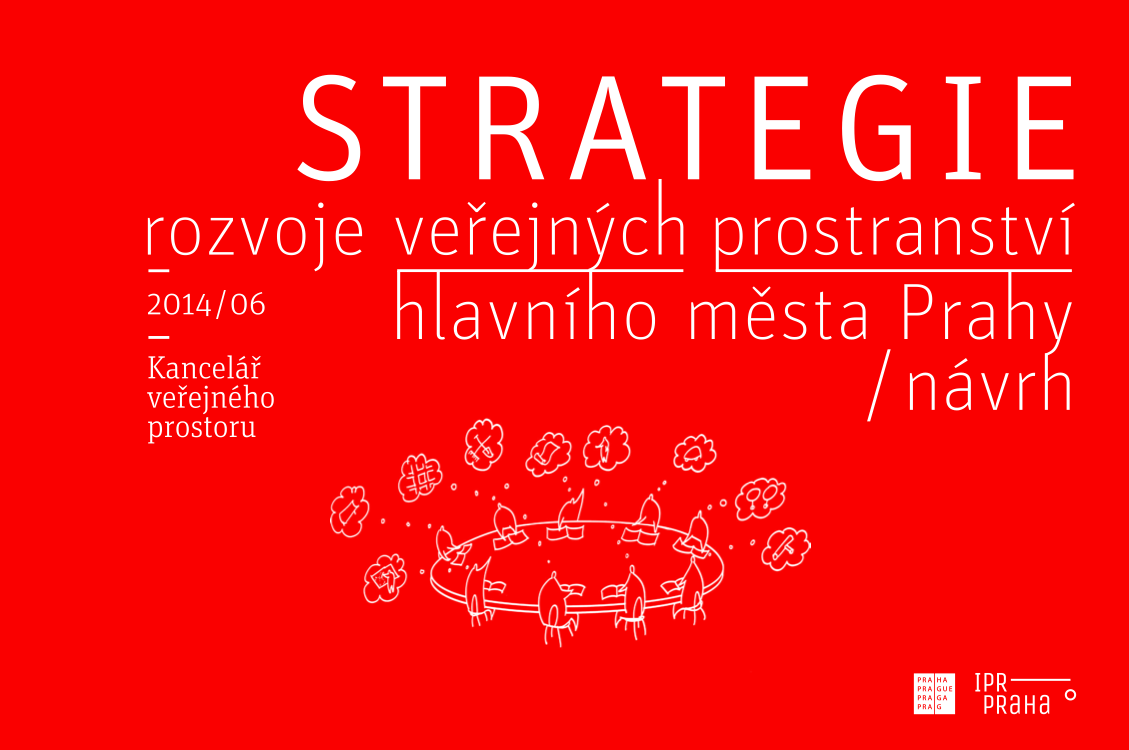

úspěšnými dokumenty ze zahraničí, např. z Londýna, New Yorku nebo Curychu. Dokument je úzce provázaný se Strategickým plánem hl. m. Prahy, Metropolitním plánem a Pražskými stavebními předpisy. V budoucnosti budou manuál doplňovat a zpřesňovat tzv. pluginy. Jednotlivé pluginy se budou zaměřovat na konkrétní témata a půjdou více do hloubky.
Manuál chce obsáhnout pohledy a preference co nejširšího spektra uživatelů, projektantů i investorů, a proto na jeho vzniku spolupracovalo v rámci osmi pracovních skupin na 70 odborníků ze soukromých i veřejných organizací, vysokých škol a zájmových uskupení.
Ruku v ruce s Manuálem tvorby veřejných prostranství vznikl i návrh Strategie rozvoje veřejných prostranství hl. m. Prahy, dokument, který analyzuje současné problémy, formuluje východiska a cíle kvalitního rozvoje veřejných prostranství a nastiňuje možné nástroje k jeho dosažení. Cílovou skupinou je zejména správa města – samospráva a státní správa. Návrh Strategie lze současně chápat jako důvodovou zprávu a úvod k Manuálu.

## Obsah dokumentu

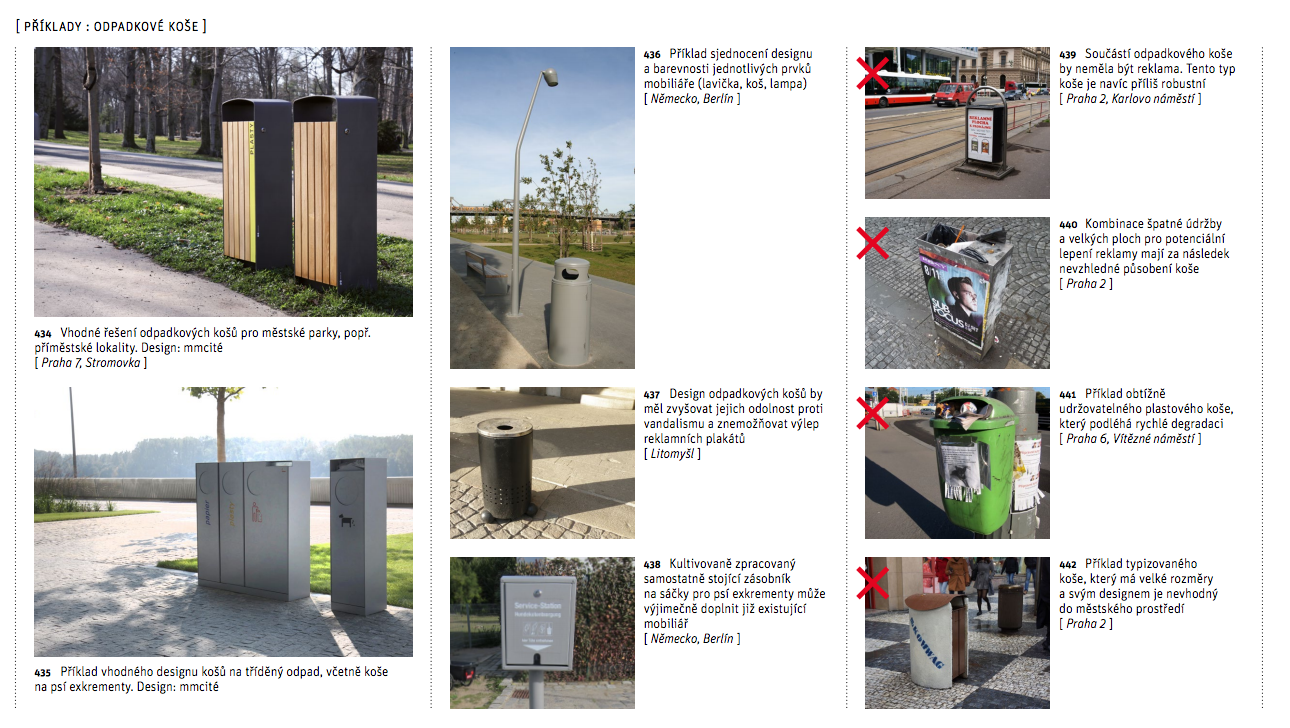
Příklady řešení odpadkových košů v rámci veřejných prostranství

Jednotlivé části manuálu definují kvalitu veřejných prostranství a nástroje k jejímu dosažení ve struktuře od velkého měřítka po detail. 
Manuál má především iniciovat přeměnu Prahy ve město, jehož ulice, náměstí a parky jsou přívětivé pro obyvatele. Je určen projektantům, investorům, správcům i uživatelům, proto musí být srozumitelný a využitelný v praxi a musí s ním být dobře seznámeni 
všichni aktéři tvorby veřejných prostranství. Jako takový se manuál zabývá celou škálou témat od městského mobiliáře, přes stromy a vegetaci, dopravní prvky a technickou infrastrukturu, až po venkovní reklamu či umění na veřejných prostranstvích.
Manuál obsahuje jednoduchá pravidla a doporučení, jak dosáhnout zlepšení stavu veřejných prostranství, a popisuje optimální průběh přípravy a realizace investic. Pro zvýšení srozumitelnosti jsou součástí textu také fotografická vyobrazení pozitivních a negativních příkladů z tuzemské i zahraniční praxe a názorné ilustrace. Některá pravidla v Manuálu tvorby veřejných prostranství se mohou lišit od současných předpisů či zavedených postupů jejich aplikace. V takovém případě je cílem manuálu iniciace změny příslušných předpisů a technických 
norem tak, aby lépe reflektovaly současné požadavky na kvalitu veřejných prostranství.

## Implementace manuálu
Po schválení Radou hl. m. Prahy v červnu 2014 se Manuál tvorby veřejných prostranství stal principiálně závazným pro odbory pražského magistrátu, organizace zřízené nebo založené hl. m. Prahou a subjekty čerpající investice z rozpočtu hl. m. Prahy (např. ELTODO, PVK), tedy pro ty instituce, které se zároveň řídí pravidly pro přípravu investic ve veřejném prostranství. Pro městské části má manuál doporučující charakter.